# Энтре-Риос

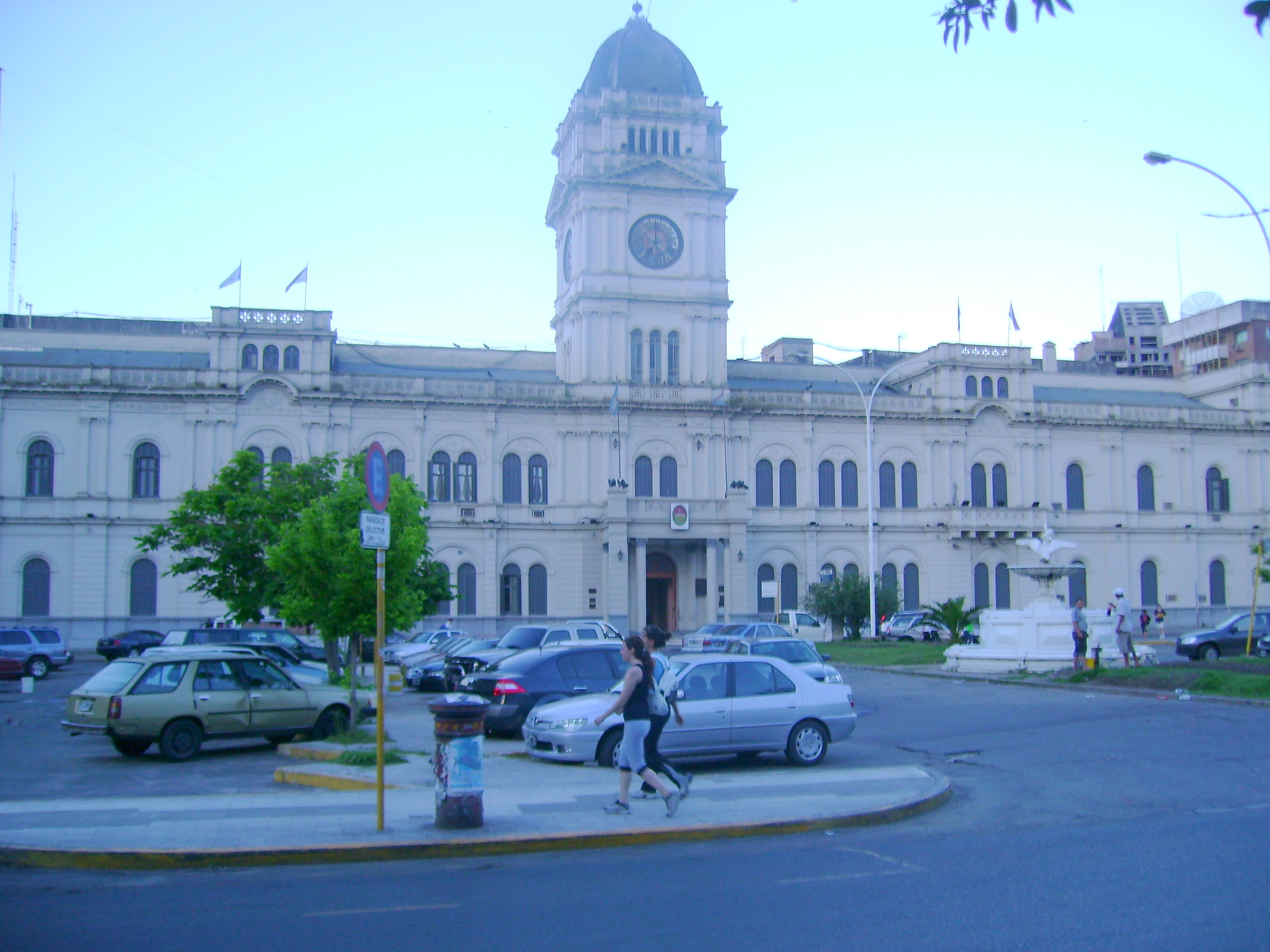
Резиденция губернатора Энтре-Риос

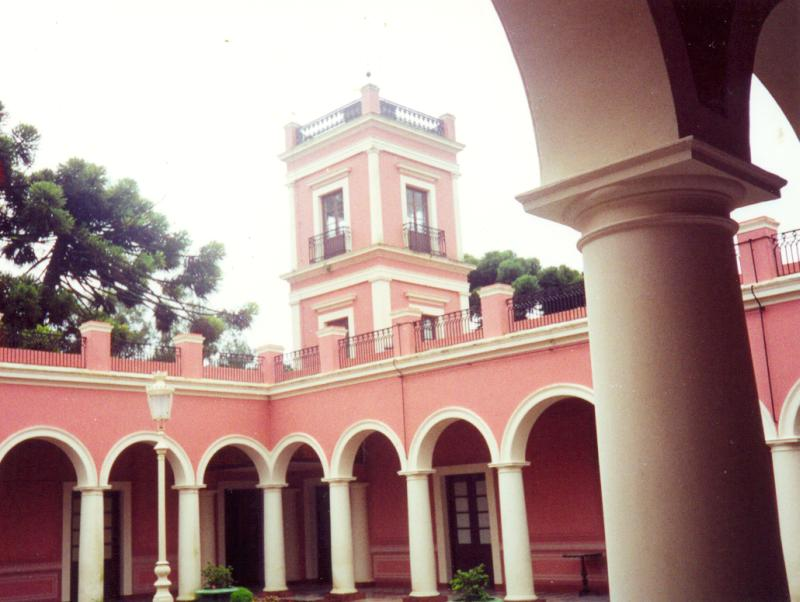
Дворец Сан-Хосе первого президента Аргентины Хусто де Уркуисы

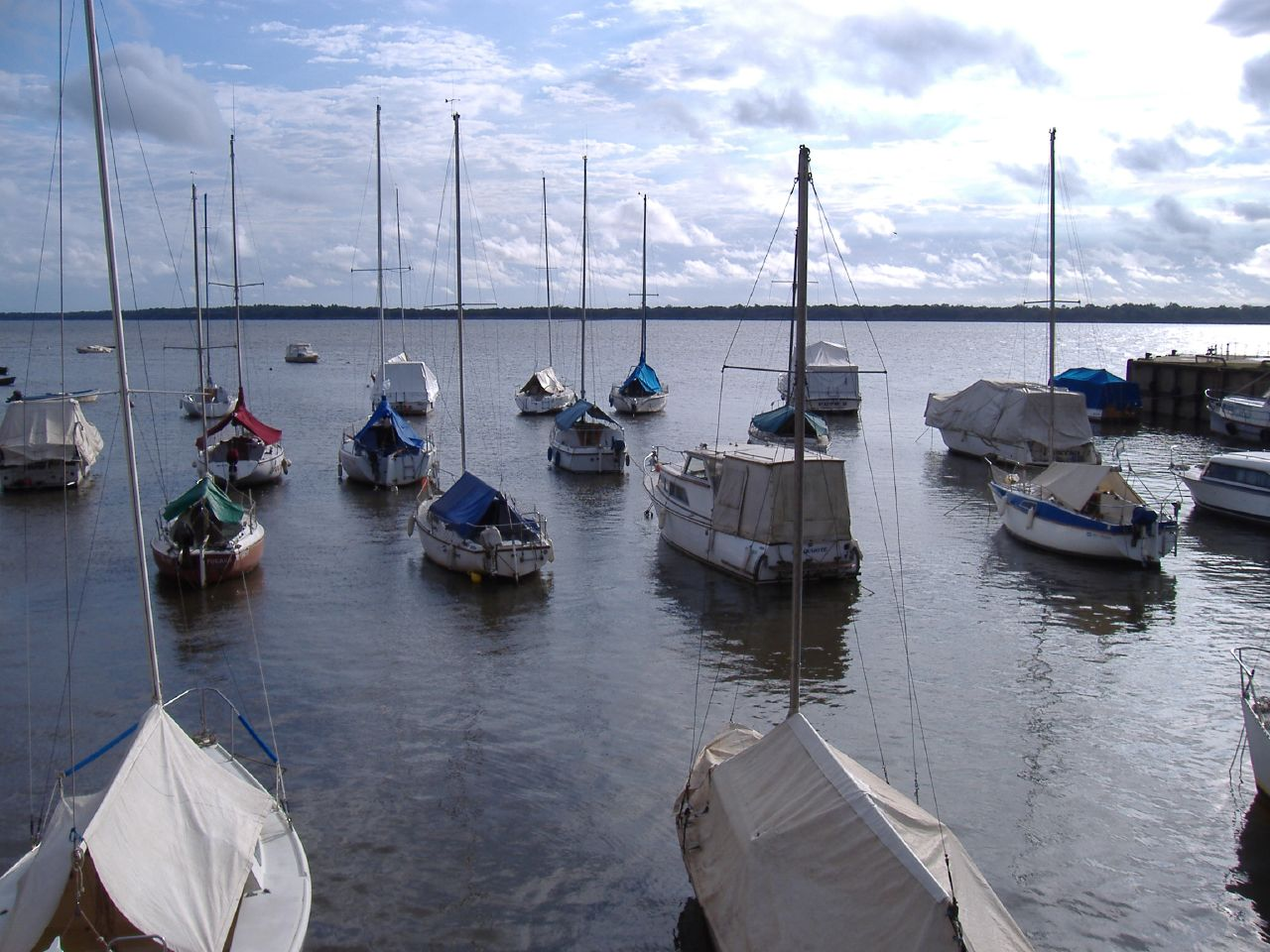
Лодки на реке Уругвай в Колоне

Э́нтре-Ри́ос (исп. Entre Ríos) — провинция в северо-восточной части Аргентины.
Название «Энтре-Риос» переводится на русский язык как «между реками». Река Парана образует естественную границу с провинциями Санта-Фе и Буэнос-Айрес на западе и юго-западе, а река Уругвай — с Уругваем на востоке. На севере провинция по реке Гвайкираро граничит с провинцией Корриентес.
Административный центр — город Парана, расположена на реке Парана. На противоположном берегу находится город Санта-Фе.
Вместе с провинциями Кордова и Санта-Фе провинция входит в экономико-политическое объединение, известное как Центральный регион.

## Географическое положение
Провинция Энтре-Риос входит в географический регион, известный как Аргентинская Месопотамия.
Территория провинции представляет собой равнину, покрытую холмами. Здесь находятся две гряды холмов Ломада (Кучилья): Кучилья-де-Монтиель на западе и Кучилья-Гранде на востоке, отделённые друг от друга рекой Гуалегуай.
По провинции протекает много рек. На западе и юге течёт Парана, на востоке — Уругвай и Мокорета, на севере — Рио-Гуайкуираро. Вдоль бассейна реки Уругвай расположен целый ряд термальных источников, например в городах Федерасьон, Вилья-Элиса, Колон.
В Энтре-Риос находятся два национальных парка: Эль-Пальмар и Диаманте.

## Климат
На севере влажный субтропический климат, на юге, в пампасах — умеренный климат. Со стороны Атлантического океана провинция обдувается ветрами. Кроме этого, здесь господствуют местные ветра: памперо, судестада и северный ветер.
Среднегодовое количество осадков составляет 900 мм средняя температура лета (ноябрь-март) — 20 ºС, зимой — 10-13 ºС.

## История
Первыми жителями провинции были племена гуарани, чарруа и чана. В 1520 году сюда пришли испанцы, когда Родригес Серрано отважился подняться вверх по реке Уругвай в поисках Тихого океана.
Первое постоянное испанское поселение появилось в конце XVI века на территории департамента Ла-Пас. Эрнандо де Сааведра, губернатор Асунсьона, а затем Буэнос-Айреса, руководил экспедициями в неисследованные земли Энтре-Риоса. Эту территорию после основания Санта-Фе исследовал и Хуан де Гарай, назвав её la otra banda «другой берег».
Тем не менее, регион оставался не заселённым европейцами до конца XVII века, пока группа колонистов из соседней провинции Санта-Фе не поселилась в Баяда-дель-Парана. Приблизительно в то же время возникают города Ногоя, Виктория, Гуалегуай, Гуалегуайчу, Консепсьон-дель-Уругвай и Конкордия.
В 1783 году территория провинции была исследована Томасом де Рокамора, несмотря на угрозу военного вторжения португальцев из Бразилии. Он присвоил официальный статус многим городам и первым назвал эту территорию Энтре-Риос. В то время количество европейцев в провинции ещё было невелико. Некоторые колонисты в городах вдоль берега Параны поддержали Мануэля Бельграно и его армию на пути в Парагвай во время Майской революции. В 1811 году власти Энтре-Риос предоставили политическое убежище «ориенталистам» — приверженцам Хосе Артигаса.
29 июня 1815 года на Восточном конгрессе (Congreso de Oriente) в Консепсьон-дель-Уругвай, созванном по инициативе Хосе Артигаса, была образована Федеральная Лига Свободных Народов (Liga Federal o Confederación Unión de los Pueblos Libres), в которую вошли на равных правах Восточная провинция и провинции Энтре-Риос, Кордова, Корриентес, Мисьонес, Санта-Фе. Федеральная Лига находилась в состоянии одновременной войны с Испанией, Португалией и Буэнос-Айресом.
29 сентября 1820 года губернатор Франсиско Рамирес (порвавший с генерал-протектором Артигасом) объявил провинцию автономным образованием — республикой Энтре-Риос. Она просуществовала вплоть до его убийства 10 июля 1821 года.
В 1853 году, на съезде всех провинций, кроме Буэнос-Айреса, Парана (столица Энтре-Риоса) была выбрана столицей Аргентинской Конфедерации, а её первым президентом стал Хусто де Уркиса. Административный центр провинции был перенесён в Консепсьон-дель-Уругвай. Несколькими годами позже, после своего переизбрания, Уркиса стал губернатором провинции Санта-Фе, однако был убит до истечения срока своих полномочий. Он поощрял иммиграцию европейских переселенцев, большей частью поволжских немцев, швейцарцев, бельгийцев, ирландцев и французов. Так, по данным 1903 года, в провинции проживали 425 373 жителя, 153 067 из которых были иммигранты.

## Население
Хотя в Энтре-Риос проживает достаточное количество индейцев гуарани, всё же в ней преобладают потомки европейских переселенцев, основавших здесь сельскохозяйственные колонии в XIX веке. Среди них особенно много поволжских немцев, живущих, прежде всего, вокруг Гуалегуайчу и в многочисленных деревнях южнее города Парана.
Основная часть населения сконцентрирована вдоль берегов рек Парана и Уругвай. На реке Парана находится административный центр провинции Парана с населением 280 000 жителей, самый крупный город провинции. Здесь же находятся города Гуалегуай, Виктория и Ла-Пас. На реке Уругвай располагается промышленный город Конкордия (140 000 жителей) и туристический центр Гуалегуайчу (80 000 жителей), а также города Консепсьон-дель-Уругвай (65 000 жителей) и Колон (20 000 жителей).
Энтре-Риос известен карнавалом, проходящим в Гуалегуайчу и напоминающим карнавал в Рио-де-Жанейро.

## Административное деление

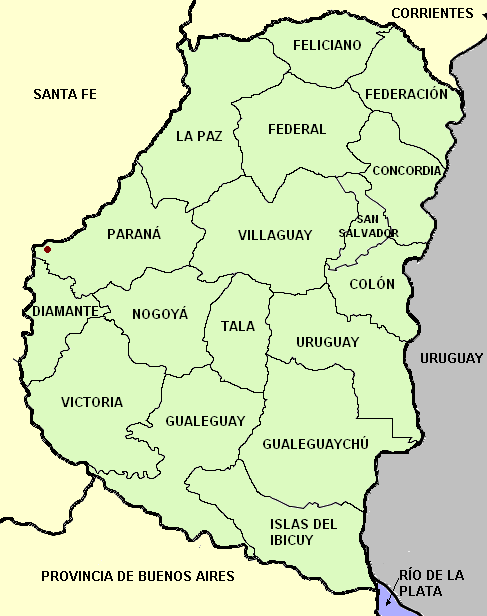
Административная карта провинции Энтре-Риос.

Провинция Энтре-Риос разделена на 17 департаментов:
| №   | Наименование          | Оригинальное наименование | Население, тыс. жит. (2001 г.) | Население, тыс. жит. (2010 г.) | Территория, км² | Плотность, чел./км² | Административный центр  |
| 1.  | Виктория              | Victoria                  | 34,1                           | 35,8                           | 6822            | 5,2                 | Виктория                |
| 2.  | Вильягуай             | Villaguay                 | 48,4                           | 49,0                           | 6753            | 7,3                 | Вильягуай               |
| 3.  | Гуалегуай             | Gualeguay                 | 48,1                           | 51,9                           | 7178            | 7,2                 | Гуалегуай               |
| 4.  | Гуалегуайчу           | Gualeguaychu              | 101,4                          | 109,5                          | 7086            | 15,4                | Гуалегуайчу             |
| 5.  | Дьяманте              | Diamante                  | 44,1                           | 46,4                           | 2774            | 16,7                | Дьяманте                |
| 6.  | Ислас-дель-Ибикуй     | Islas del Ibicuy          | 11,5                           | 12,1                           | 4500            | 2,7                 | Вилья-Паранасито        |
| 7   | Колон                 | Colon                     | 52,7                           | 62,2                           | 2890            | 21,5                | Колон                   |
| 8.  | Конкордия             | Concordia                 | 157,3                          | 170,0                          | 3259            | 52,2                | Конкордия               |
| 9.  | Ла-Пас                | La Paz                    | 66,2                           | 66,9                           | 6500            | 10,3                | Ла-Пас                  |
| 10. | Ногоя                 | Nogoya                    | 38,8                           | 39,0                           | 4282            | 9,1                 | Ногоя                   |
| 11. | Парана                | Parana                    | 319,6                          | 339,9                          | 4974            | 68,3                | Парана                  |
| 12. | Сан-Сальвадор         | San Salvador              | 16,1                           | 17,4                           | 1282            | 13,5                | Сан-Сальвадор           |
| 13. | Тала                  | Tala                      | 25,9                           | 25,7                           | 2663            | 9,6                 | Росарио-дель-Тала       |
| 14. | Уругвай               | Uruguay                   | 94,1                           | 100,7                          | 5855            | 17,2                | Консепсьон-дель-Уругвай |
| 15. | Федераль              | Federal                   | 25,1                           | 25,9                           | 5060            | 5,1                 | Федераль                |
| 16. | Федерасьон            | Federacion                | 60,2                           | 68,7                           | 3760            | 18,3                | Федерасьон              |
| 17. | Сан-Хосе-де-Фелисьяно | San José de Feliciano     | 14,6                           | 15,1                           | 3143            | 4,8                 | Сан-Хосе-де-Фелисьяно   |

## Экономика
Экономика Энтре-Риос занимает шестое место в Аргентине.
15 % принадлежит продукции сельского хозяйства: рис (60 % национального производства), соя, пшеница, кукуруза, цитрусовые (16 % экспортируется в Европу). Поголовье крупного рогатого скота составляет 4,5 миллиона голов, овцеводство. Молочная промышленность производит почти 250 тыс. тонн молочных продуктов ежегодно.
Промышленный сектор ориентирован преимущественно на сельское хозяйство: пищевая и мукомольная промышленность.
Развиты также лесная, химическая, металлургическая промышленность и машиностроение.

## Провинции-побратимы
- Алтайский край, Россия — с сентября 1997 года
- Провинция Цзилинь, Китай — с 1996 года